# Dekametonijum
Dekametonijum (Syncurine) je depolarizujući mišićni relaksant ili neuromaskularno blokirajući agens. On se koristi u anesteziji za indukovanje paralize. 

## Farmakologija
Dekametonijum, koji ima kratko vreme dejstva, je sličan acetilholinu i deluje kao parcijalni agonist nikotinskog acetilholinskog receptora. On uzrokuje depolarizaciju, čime sprečava dalje dejstvo normalnog oslobađanja acetilholina iz presinaptičkih terminala, i stoga sprečava nervne stimuluse u mišićima. 